# José Valentim Rosado
José Valentim Rosado foi um Governador Civil de Faro entre 14 de Maio de 2002 e 5 de Abril de 2005.